# Mars 2020
Mars 2020 là một nhiệm vụ thăm dò Sao Hỏa bởi Chương trình thám hiểm Sao Hỏa của NASA với kế hoạch phóng vào tháng 7 năm 2020. Mars 2020 được phóng từ Trái đất trên một tên lửa đẩy Atlas V lúc 11:50:00 UTC ngày 30 tháng 7 năm 2020, và xác nhận đã đáp xuống miệng núi lửa Jezero trên sao Hỏa vào lúc 20:55 UTC ngày 18 tháng 2 năm 2021.
Theo sứ mệnh này, các xe tự hành (rover) sẽ nghiên cứu môi trường cổ đại thích hợp về mặt sinh học vũ trụ trên Sao Hỏa, nghiên cứu các quá trình địa chất bề mặt và lịch sử của nó, bao gồm việc đánh giá khả năng sinh sống được trong quá khứ của nó, khả năng tồn tại sự sống trên Sao Hỏa trong quá khứ, và tiềm năng bảo tồn chữ ký sinh học bên trong các vật liệu địa chất có thể tiếp cận được. Nó sẽ lưu vào bộ tích trữ mẫu dọc theo tuyến đường mà nó di chuyển để tạo cơ sở lấy mẫu đất đá sao Hỏa để mang đến Trái Đất trong các nhiệm vụ tiềm năng tương lai. Sứ mệnh Mars 2020 được NASA công bố vào ngày 4 tháng 12 năm 2012 tại cuộc họp mùa thu của Liên hiệp Địa vật lý Hoa Kỳ tại San Francisco. Perseverance được thiết kế từ xe mẫu trước đó là chiếc Curiosity, và nó sử dụng nhiều thiết bị được chế tạo và thử nghiệm như các dụng cụ khoa học mới và một mũi khoan rút lõi. Máy bay thám hiểm mà nó mang theo trang bị 19 camera và 2 micrô, cho phép ghi âm môi trường Sao Hỏa.
Vụ phóng Mars 2020 là vụ phóng thứ ba trong số ba sứ mệnh không gian được gửi tới sao Hỏa trong hoạt động Thăm dò sao Hỏa vào tháng 7 năm 2020, cùng lúc với các sứ mệnh được thực hiện bởi các cơ quan vũ trụ quốc gia của Các Tiểu vương quốc Ả Rập Thống nhất (Nhiệm vụ Sao Hỏa Emirates với tàu quỹ đạo Hope vào ngày 19 tháng 7) và của Trung Quốc (sứ mệnh Thiên Vấn 1 vào ngày 23 tháng 7, với một tàu quỹ đạo, tàu đổ bộ và tàu thăm dò).

## Mục tiêu

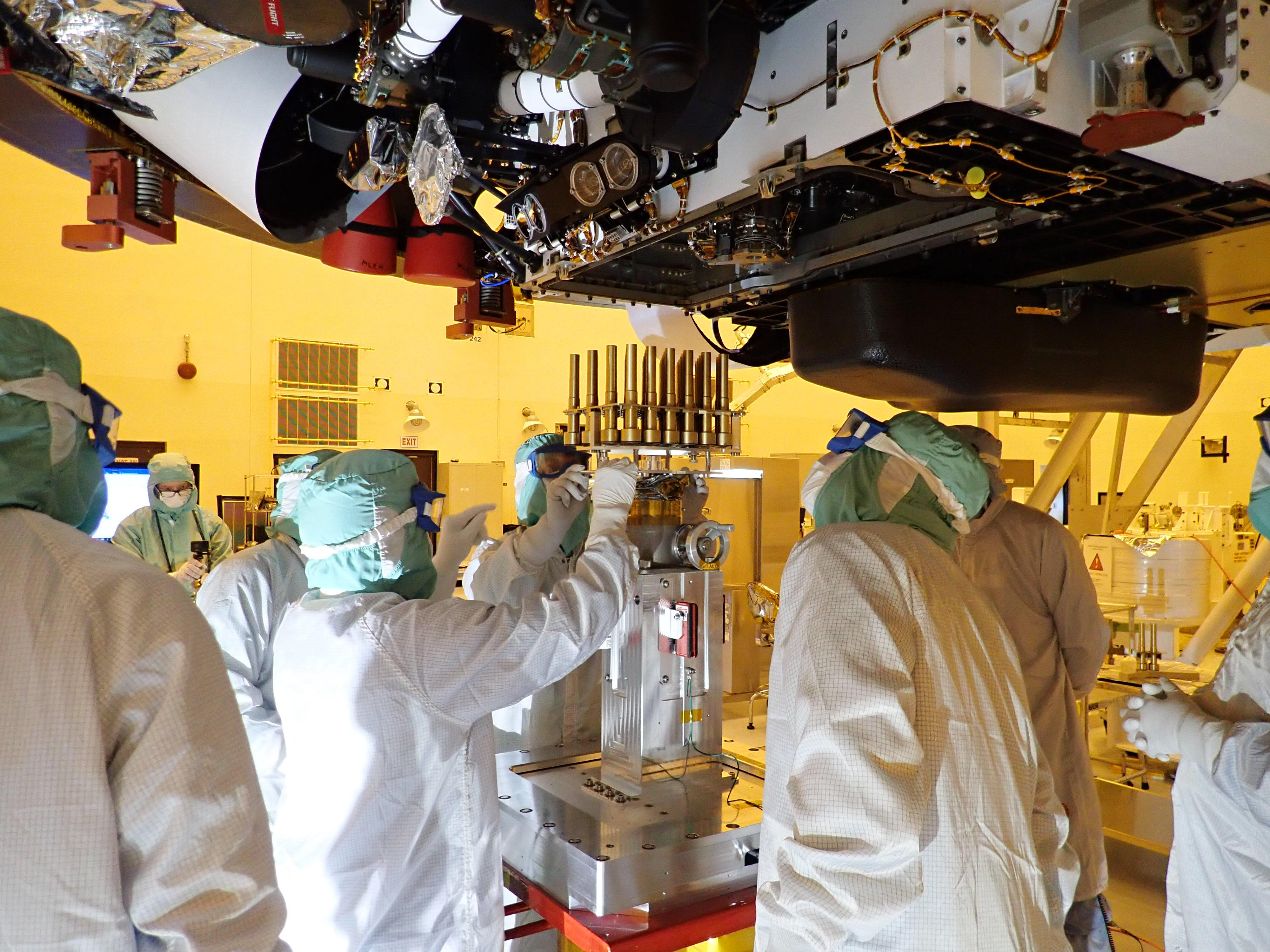
Các ống lấy mẫu được nạp vào xe tự hành Perseverance. Các ống này sẽ được phóng lên từ Trái đất vào tháng 7 năm 2020, có thể trở thành thiết bị đầu tiên hoàn thành chuyến đi một vòng đến sao Hỏa và quay trở lại vào năm 2031.

Nhiệm vụ nhằm tìm kiếm các dấu hiệu về điều kiện sống trên sao Hỏa trong quá khứ cổ đại, đồng thời cũng sẽ tìm kiếm bằng chứng các cấu trúc sinh học của vi sinh vật trong quá khứ và trong nước. Nhiệm vụ triển khai vào ngày 30 tháng 7 năm 2020 trên một tên lửa đẩy Atlas V-541 được phóng đi và Phòng thí nghiệm Sức đẩy Phản lực quản lý sứ mệnh này. Nhiệm vụ này là một phần của Chương trình Thám hiểm Sao Hỏa của NASA. Science Definition Team đã đề xuất máy bay mang theo sẽ thu thập và đóng gói 31 mẫu lõi đá và đất bề mặt rồi mang về Trái đất phân tích. Vào năm 2015, họ đã mở rộng điều này, lên kế hoạch thu thập nhiều mẫu hơn nữa và phân phối các ống thành các ống nhỏ hơn để lấy mẫu trên bề mặt sao Hỏa.
Vào tháng 9 năm 2013, NASA đã đưa ra Thông báo về Cơ hội cho các nhà nghiên cứu để đề xuất và phát triển các công cụ cần thiết, bao gồm cả Hệ thống bộ nhớ đệm mẫu (Sample Caching System). Các công cụ khoa học dùng cho nhiệm vụ đã được chọn lựa vào tháng 7 năm 2014 sau một cuộc thi mở dựa trên các mục tiêu khoa học được đặt ra một năm trước đó. Việc hoạt động khoa học được thực hiện bởi các công cụ của xe tự hành sẽ phục vụ việc phân tích chi tiết và lấy các mẫu vật đất đá mang về Trái đất. Chủ tịch Science Definition Team cho biết NASA không cho rằng sự sống đã từng tồn tại trên Sao Hỏa, nhưng với những phát hiện gần đây của Curiosity thì sự sống trên Sao Hỏa trong quá khứ dường như có thể đã xảy ra.

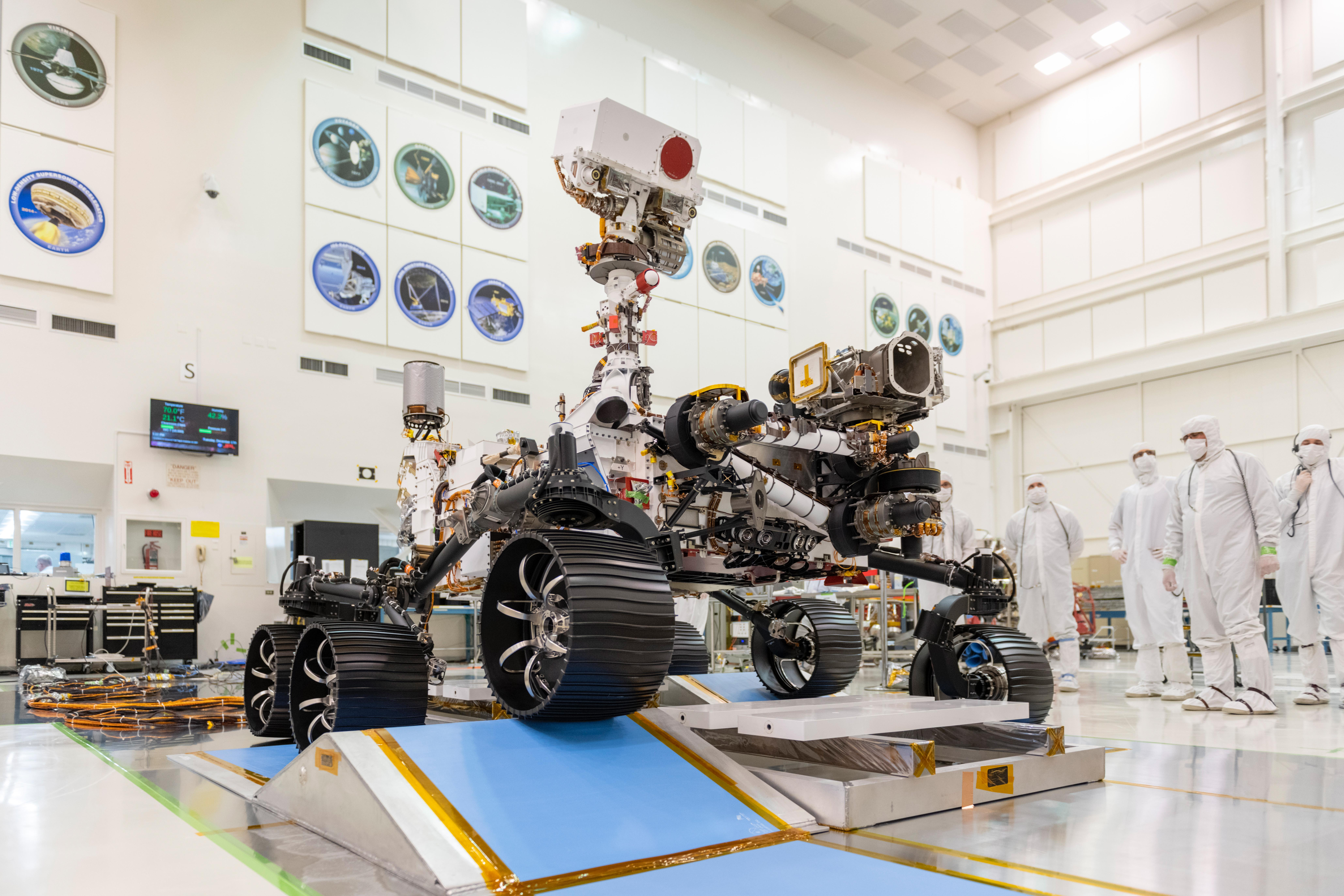
Xe Perseverance tại JPL gần Pasadena, California

Perseverance sẽ khám phá một địa điểm có thể đã được sử dụng. Nó sẽ tìm kiếm các dấu hiệu của sự sống trong quá khứ, dành một bộ lưu trữ có thể mang về các mẫu đất và lõi đá có vẻ hấp dẫn nhất, đồng thời chứng minh hiệu quả công nghệ cần thiết cho quá trình thám hiểm sao Hỏa của con người và robot trong tương lai. Một yêu cầu nhiệm vụ quan trọng là nó phải giúp chuẩn bị cho NASA các nhiệm vụ lấy mẫu ở sao Hỏa và các nỗ lực thực hiện sứ mệnh của phi hành đoàn. Chiếc xe tự hành sẽ thực hiện các phép đo và sử dụng thực nghiệm công nghệ để giúp các nhà thiết kế chuyến thám hiểm của con người trong tương lai hiểu được bất kỳ mối nguy hiểm nào do bụi sao Hỏa gây ra và giúp thử nghiệm công nghệ tạo ra một lượng nhỏ oxy tinh khiết từ carbon dioxide trong khí quyển sao Hỏa.
Công nghệ hạ cánh chính xác được cải tiến nhằm nâng cao khả năng cho các sứ mệnh robot và cũng sẽ rất quan trọng đối với hoạt động khám phá bề mặt của con người. Dựa trên thông tin ban đầu vào từ Science Definition Team, NASA đã xác định các mục tiêu cuối cùng cho chuyến bay năm 2020. Những điều đó đã trở thành cơ sở để trưng cầu các đề xuất cung cấp công cụ cho xe tự hành vào mùa xuân năm 2014. Nhiệm vụ cũng sẽ cố gắng tìm kiếm nước dưới bề mặt sao Hỏa, cải thiện kỹ thuật hạ cánh và mô tả thời tiết, bụi và các điều kiện môi trường tiềm năng khác có thể ảnh hưởng đến các phi hành gia trong tương lai sống và làm việc trên sao Hỏa.
Yêu cầu nhiệm vụ quan trọng đối với chiếc xe tự hành này là nó phải giúp chuẩn bị cho NASA cho chiến dịch lấy mẫu sao Hỏa (MSR), cần thiết trước khi bất kỳ nhiệm vụ nào được tổ chức thực hiện. Những nhiệm vụ như thế sẽ đòi hỏi ba phương tiện bổ sung: một tàu quỹ đạo, một máy dò tìm nạp và một phương tiện phóng lên sao Hỏa hai giai đoạn, chạy bằng nhiên liệu rắn (MAV). Khoảng 20 đến 30 mẫu đã khoan sẽ được thu thập và lưu trữ vào bộ chứa bên trong xe Perseverance và sẽ được mang khỏi bề mặt sao Hỏa để NASA có thể đưa về với ESA. Một "máy dò tìm nạp" sẽ truy xuất các bộ chứa mẫu và đưa chúng đến một phương tiện đi lên sao Hỏa hai giai đoạn, chạy bằng nhiên liệu rắn (MAV). Vào tháng 7 năm 2018, NASA đã ký hợp đồng với Airbus để sản xuất một phương tiện nghiên cứu gọi là "máy bay tìm nạp". MAV sẽ phóng từ Sao Hỏa và đi vào quỹ đạo 500 km đến điểm hẹn với Tàu quỹ đạo Sao Hỏa Tiếp theo (Next Mars Orbiter) hoặc Tàu quỹ đạo Quay trở lại Trái đất (Earth Return Orbiter). Vật chứa mẫu sẽ được chuyển đến một phương tiện bay về Trái đất (EEV) và sẽ đưa chúng đến Trái đất, đi vào bầu khí quyển dưới một chiếc dù, mẫu đã lấy để phân tích đặt trong các khoang thí nghiệm an toàn được thiết kế đặc biệt.

## Tàu vũ trụ

### Giai đoạn hành trình và EDLS
- Mars 2020
- Sun
- Earth
- Mars

Hình ảnh động về quỹ đạo của sao Hỏa 2020 từ ngày 30 tháng 7 năm 2020 đến ngày 20 tháng 2 năm 2021

Ba cấu thành chính của tàu vũ trụ Mars 2020 là phương tiện hành trình nặng 539 kg (1.188 lb) để du hành giữa Trái đất và Sao Hỏa; Hệ thống Entry, Descent và Landing (EDLS) nặng 575 kg (1.268 lb), phương tiện hạ xuống có lá chắn nhiệt nặng 440 kg (970 lb) lúc ban đầu và nặng 1.070 kilôgam (2.360 lb) khi khối lượng đầy đủ, gồm nhiên liệu, chúng cần thiết để đưa xe Perseverance và trực thăng Ingenuity lên bề mặt Sao Hỏa một cách an toàn. Giai đoạn Hạ cánh mang 400 kg (880 lb) cho lần hạ cánh êm cuối cùng sau khi được giảm tốc độ bằng một chiếc dù rộng 21,5 mét (71 ft), 81 kg (179 lb). Khối lượng mang 1.025 kg (2,260 lb) của xe tự hành lần này dựa trên thiết kế của Curiosity trước đó. Mặc dù có sự khác biệt về các công cụ khoa học và kỹ thuật cần thiết hỗ trợ chúng, nhưng toàn bộ hệ thống hạ cánh (bao gồm cả phần hạ cánh và tấm chắn nhiệt) và khung gầm xe tự hành về cơ bản có thể được tái tạo mà không cần thêm bất kỳ kỹ thuật hoặc điều chỉnh nào. Điều này làm giảm rủi ro về mặt kỹ thuật tổng thể cho nhiệm vụ, đồng thời tiết kiệm nguồn lực và thời gian phát triển.
Một trong những nâng cấp bổ sung là kỹ thuật hướng dẫn và điều khiển được gọi là "Điều hướng tương đối theo địa hình" ("Terrain Relative Navigation" (TRN)) để tinh chỉnh việc lái trong những khoảnh khắc cuối cùng khi hạ cánh. Hệ thống này cho phép hạ cánh chính xác trong phạm vi 40 m (130 ft) và khả năng tránh chướng ngại vật. Đây là một cải tiến đáng kể của Phòng thí nghiệm Khoa học Sao Hỏa thử nghiệm trên khu vực có diện tích hình elip 7 x 20 km (4,3 x 12,4 mi). Vào tháng 10 năm 2016, NASA đã báo cáo việc sử dụng tên lửa Xombie để kiểm tra Hệ thống Tầm nhìn của Người đổ bộ (Lander Vision System (LVS)), như một phần thử nghiệm công nghệ để hỗ trợ cho nhiệm vụ hạ cánh trên sao Hỏa 2020, có nghĩa là tăng độ chính xác của việc hạ cánh và tránh các chướng ngại vật nguy hiểm.

### Xe tự hành Perseverance
Perseverance được thiết kế với sự trợ giúp từ nhóm kỹ sư của Curiosity, do đó cả hai đều khá giống nhau và dùng chung phần cứng. Các kỹ sư thiết kế lại bánh xe Perseverance mạnh mẽ hơn Curiosity, do sau vài km lái xe trên bề mặt sao Hỏa, đã cho thấy việc di chuyển gặp vấn đề xấu. Perseverance có bánh xe bằng nhôm dày hơn, bền hơn được giảm chiều rộng và có đường kính lớn hơn, 52,5 cm (20,7 in). Các bánh xe nhôm được bao phủ bởi các khe bám đường và các nan hoa bằng titan cong để hỗ trợ lò xo. Sự kết hợp của bộ công cụ lớn hơn, hệ thống lấy mẫu và đệm mới, cùng các bánh xe được sửa đổi làm cho Perseverance trở nên nặng hơn Curiosity 14%, tương ứng là 1,025 kg (2,260 lb) so với 899 kg (1,982 lb). Rô bốt sẽ bao gồm một cánh tay năm khớp dài 2,1 m (6 ft 11 in). Cánh tay sẽ được sử dụng kết hợp với tháp máy để phân tích các mẫu địa chất từ bề mặt sao Hỏa.
Một bộ phận máy móc của Sứ mệnh đo đồng vị phóng xạ nhiệt điện Generator (MMRTG) còn sót lại như một phần dự phòng cho Curiosity trong lúc thực thi nhiệm vụ, được tích hợp vào xe tự hành mới để cung cấp năng lượng điện. Máy phát điện này có khối lượng 45 kg (99 lb) và chứa 4,8 kg (11 lb) plutonium dioxide là nguồn cung cấp nhiệt ổn định được chuyển đổi thành điện năng. Công suất điện được tạo ra là khoảng 110 watt khi phóng và giảm khá ít theo thời gian thực hiện nhiệm vụ.
Hai pin lithium-ion có thể sạc lại được bổ sung để đáp ứng nhu cầu cao nhất của các hoạt động của xe tự hành khi nhu cầu tạm thời vượt quá mức đầu ra điện ổn định của MMRTG. MMRTG có tuổi thọ hoạt động 14 năm và nó đã được Bộ Năng lượng Hoa Kỳ cung cấp cho NASA. Không giống như các tấm pin năng lượng mặt trời, MMRTG không dựa vào sự hiện diện của Mặt trời để cung cấp năng lượng, nó cung cấp cho các kỹ sư một cách linh hoạt đáng kể trong việc vận hành các thiết bị của xe tự hành ngay cả vào ban đêm, trong các cơn bão bụi và trong suốt mùa đông.
Radar RIMFAX do Na Uy phát triển là một trong 7 thiết bị được đưa lên tàu. Radar đã được phát triển cùng với FFI (Cơ sở Nghiên cứu Quốc phòng Na Uy), Trung tâm Vũ trụ Na Uy và một số công ty Na Uy. Không gian cũng lần đầu tiên chứng kiến một máy bay trực thăng không người lái, sẽ được điều khiển trên sao Hỏa bởi kỹ sư dân dụng được đào tạo tại NTNU (Đại học Khoa học và Công nghệ Na Uy) Håvard Fjær Grip và nhóm của ông tại Phòng thí nghiệm Sức đẩy Phản lực của NASA ở Los Angeles.

### Trực thăngIngenuity
Ingenuality là một robot máy bay trực thăng sẽ trình diễn công nghệ bay bằng rôto trong bầu khí quyển cực kỳ mỏng của sao Hỏa. Máy bay sẽ được triển khai từ boong của xe tự hành và dự kiến sẽ bay tối đa 5 lần trong chiến dịch thử nghiệm kéo dài 30 ngày trong thời gian đầu của sứ mệnh. Mỗi chuyến bay sẽ kéo dài không quá 90 giây, ở độ cao cách mặt đất từ 3 đến 5 mét (10 đến 16 ft), nhưng nó có thể bay khoảng cách tối đa khoảng 50 m (160 ft) cho mỗi chuyến bay. Nó sẽ sử dụng trực tiếp khả năng kiểm soát tự động và giao tiếp với Perseverance sau mỗi lần hạ cánh. Nếu nó hoạt động như mong đợi, đó sẽ là chuyến bay đầu tiên được cung cấp năng lượng trên một hành tinh khác và NASA sẽ có thể phát triển dựa trên thiết kế này cho các sứ mệnh trên sao Hỏa trong tương lai.

## Nhiệm vụ

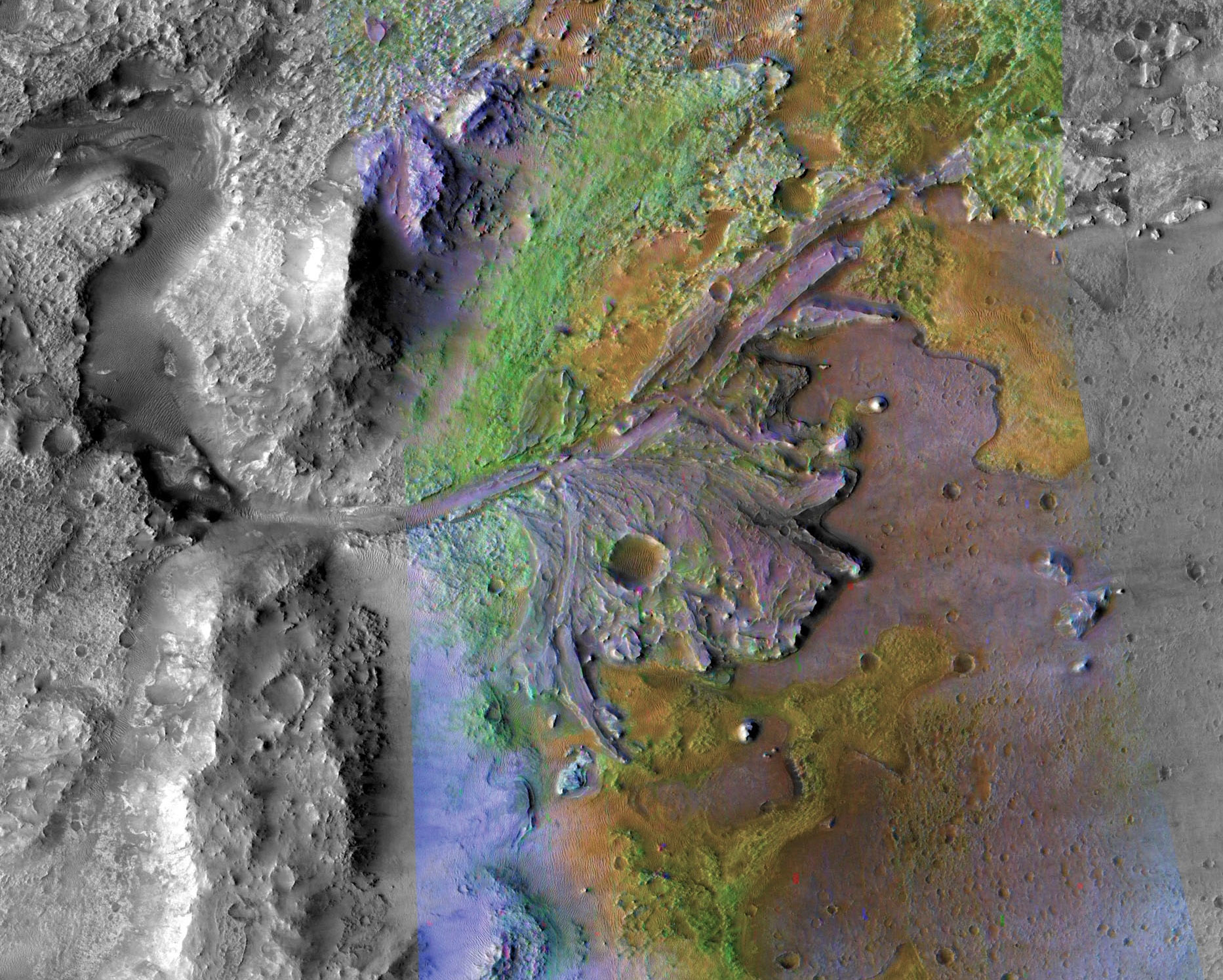
Vùng đồng bằng miệng núi lửa Jezero trên sao Hỏa, nơi mà Perseverance và Ingenuity hạ cánh. Khoáng vật có thể nhìn thấy trong bức ảnh màu sai CRISM / CTX.

Nhiệm vụ sẽ khám phá miệng núi lửa Jezero, nơi các nhà khoa học phỏng đoán là một hồ nước sâu 250 m (820 ft) có từ khoảng 3,9 tỷ đến 3,5 tỷ năm trước. Jezero ngày nay có một vùng châu thổ sông nổi bật, nơi nước chảy qua đó lắng đọng nhiều trầm tích qua các eon, nơi "cực kỳ tốt trong việc bảo quản các cấu trúc sinh học". Các lớp trầm tích ở đồng bằng có thể bao gồm các muối cacbonat và silica ngậm nước, được biết đến là nơi bảo tồn các hóa thạch cực nhỏ trên Trái đất trong hàng tỷ năm. Trước khi lựa chọn Jezero, tám địa điểm đổ bộ được đề xuất cho sứ mệnh được xem xét vào tháng 9 năm 2015; Đồi Columbia trong miệng núi lửa Gusev, miệng núi lửa Eberswalde, miệng núi lửa Holden, miệng núi lửa Jezero, Mawrth Vallis, Đông Bắc Syrtis Major Planum, Nili Fossae và Tây Nam Melas Chasma.
Một hội thảo đã được tổ chức vào ngày 8–10 tháng 2 năm 2017 tại Pasadena, California để thảo luận về các địa điểm này, với mục tiêu thu hẹp danh sách xuống còn ba địa điểm để xem xét thêm. Ba địa điểm được chọn là miệng núi lửa Jezero, Đông Bắc Syrtis Major Planum, và Đồi Columbia. Miệng núi lửa Jezero cuối cùng đã được chọn làm địa điểm hạ cánh vào tháng 11 năm 2018. "Máy bay tìm nạp" để mang về các mẫu vật dự kiến sẽ khởi động vào năm 2026. Hạ cánh và hoạt động trên bề mặt Sao Hỏa của "máy bay tìm nạp" sẽ diễn ra sớm vào năm 2029. Và sẽ quay về Trái đất sớm nhất được dự kiến là vào năm 2031.

## Khởi động và hành trình

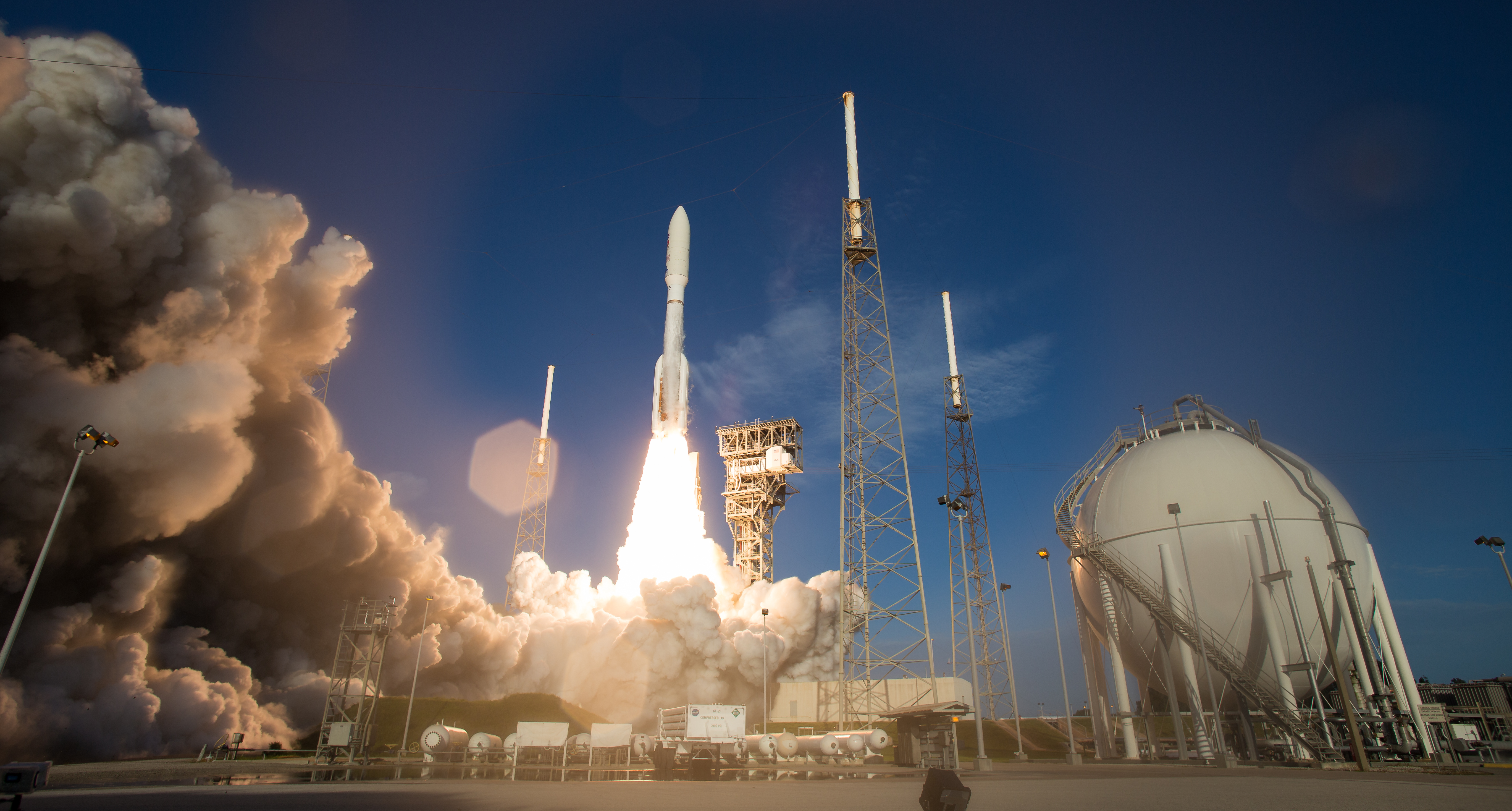
Nhiệm vụ Mars 2020 phóng từ Trạm Không gian Cape Canaveral, Florida, lúc 11:50 UTC vào ngày 30 tháng 7 năm 2020

Thời điểm thích hợp phóng khi mà vị trí của Trái đất và sao Hỏa là gần nhất để du hành tới sao Hỏa, mở ra vào ngày 17 tháng 7 năm 2020 và kéo dài đến ngày 15 tháng 8 năm 2020. Tên lửa được phóng vào ngày 30 tháng 7 năm 2020 lúc 11:50 UTC, và hạ cánh xuống sao Hỏa vào ngày 18 tháng 2 năm 2021 lúc 20:55 UTC, với một sứ mệnh nghiên cứu bề mặt được lên kế hoạch kéo dài ít nhất một năm sao Hỏa (668 sols hoặc 687 ngày Trái đất). NASA không phải là sứ mệnh duy nhất trên Sao Hỏa tuyến bay vào thời điểm thích hợp này: Cơ quan Vũ trụ Các Tiểu vương quốc Ả Rập Thống nhất đã khởi động Sứ mệnh Sao Hỏa Emirates của họ với tàu quỹ đạo Hope vào ngày 20 tháng 7 năm 2020, đến quỹ đạo Sao Hỏa vào ngày 8 tháng 2 năm 2021 và Cục Quản lý Không gian Quốc gia Trung Quốc phóng Thiên vấn-1 vào ngày 23 tháng 7 năm 2020, đến quỹ đạo vào ngày 10 tháng 2 năm 2021, trong đó họ dành vài tháng để tìm một địa điểm thích hợp cho tàu đổ bộ Sao Hỏa của riêng họ.
NASA thông báo rằng tất cả các diễn tập hiệu chỉnh quỹ đạo (TCM) đều thành công. Tàu vũ trụ đã bắn các động cơ đẩy điều chỉnh hướng đi của nó về phía Sao Hỏa, chuyển điểm nhắm ban đầu sau khi phóng tàu thăm dò lên Hành tinh Đỏ.

## Nhập vào khí quyển, đáp xuống và hạ cánh (EDL)

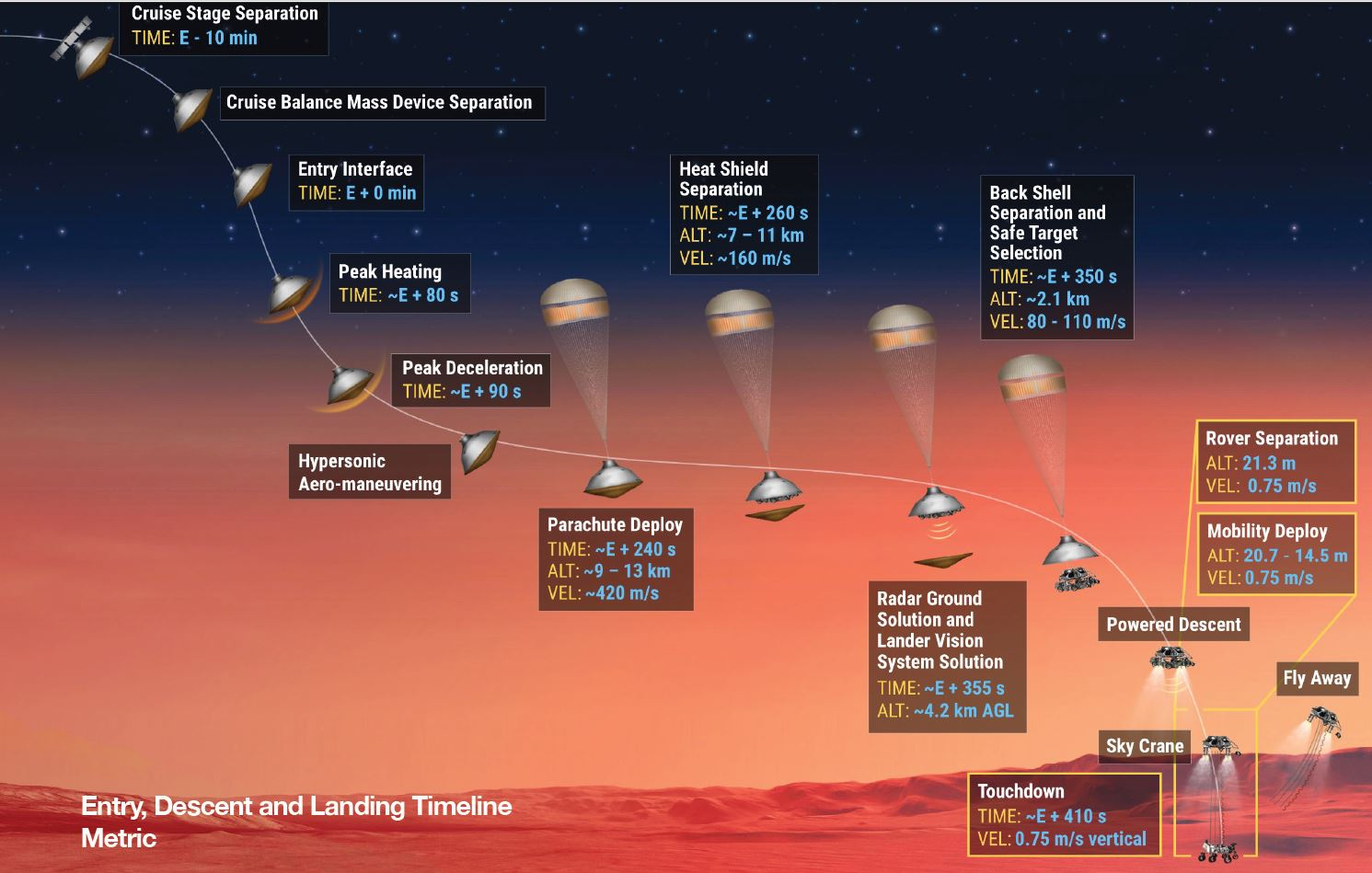
Sơ đồ về các giai đoạn khác nhau của quy trình EDL cho Perseverance

Trước khi hạ cánh, Nhóm Khoa học từ một sứ mệnh khác của NASA là InSight đã thông báo rằng họ sẽ cố gắng phát hiện trình tự đi vào khí quyển, đáp xuống và hạ cánh (EDL) của nhiệm vụ Mars 2020 bằng cách sử dụng máy đo địa chấn của InSight. Mặc dù cách địa điểm hạ cánh sao Hỏa hơn 3.400 km (2.100 mi), nhóm nghiên cứu chỉ ra rằng có khả năng các thiết bị của InSight sẽ đủ nhạy để phát hiện tác động siêu âm của thiết bị cân bằng khối lượng hành trình của Mars 2020 với bề mặt sao Hỏa.
Việc hạ cánh của tàu thám hiểm đã được lên kế hoạch tương tự Curiosity của Phòng thí nghiệm Khoa học Sao Hỏa vào năm 2012. Phương tiện bay từ Trái đất có hình viên nang đóng bằng sợi carbon, bảo vệ xe tự hành và các thiết bị khác khỏi nhiệt nóng trong quá trình xâm nhập vào bầu khí quyển Sao Hỏa và giúp định hướng ban đầu cho việc hạ cánh. Sau khi xuyên qua khí quyển, phương tiện này đã tháo tấm chắn nhiệt bên dưới và triển khai dù từ tấm chắn phía trên để làm chậm quá trình đáp xuống với tốc độ có kiểm soát. Khi tàu di chuyển dưới 320 km/giờ (200 dặm/giờ) và khoảng 19 km (12 dặm) từ bề mặt, tổ hợp tàu lượn và tàu trượt tách ra khỏi tấm chắn phía trên, các bộ phận phản lực của tên lửa đẩy trên tàu trượt điều khiển phần còn lại đáp xuống hành tinh. Khi tàu trượt di chuyển gần bề mặt hơn, nó hạ Perserevance thông qua dây cáp cho đến khi xác nhận xe đã chạm xuống bề mặt, nó tháo dây cáp và bay ra xa để tránh làm hỏng xe tự hành.
Perseverance hạ cánh thành công xuống bề mặt sao Hỏa với sự trợ giúp của tàu trượt vào lúc 20:55 UTC ngày 18 tháng 2 năm 2021, bắt đầu giai đoạn nghiên cứu khoa học và bắt đầu gửi hình ảnh về Trái đất. Ingenuity đã báo cáo cho NASA qua hệ thống liên lạc về Perseverance vào ngày hôm sau, xác nhận tình trạng của nó. Máy bay trực thăng dự kiến sẽ không được triển khai trong ít nhất 60 ngày trong thời gian nhiệm vụ. NASA cũng xác nhận rằng micrô trên tàu Perseverance đã an toàn khi đi vào khí quyển, đáp xuống và hạ cánh (EDL), cùng với các thiết bị ghi hình ảnh cao cấp khác, và bản phát hành âm thanh đầu tiên được ghi trên bề mặt sao Hỏa thực hiện ngay sau khi hạ cánh, ghi lại âm thanh của một làn gió trên sao Hỏa cũng như tiếng vo ve từ chính chiếc xe tự hành.

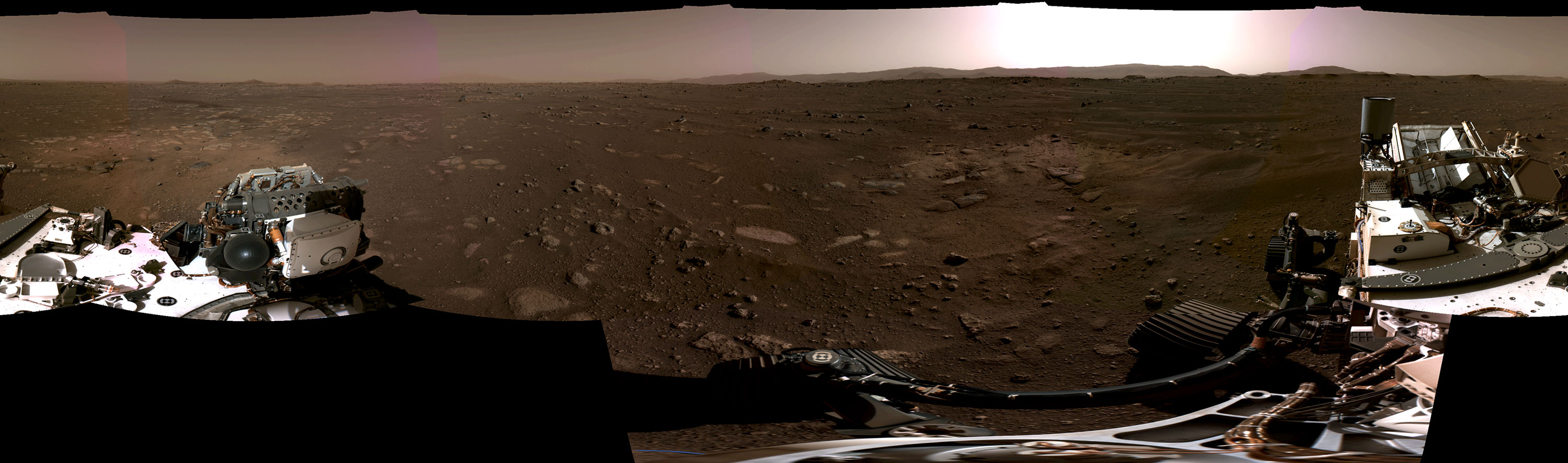
Quang cảnh sao Hỏa quay bởi Perseverance - Landing Site Panoramic View (18 tháng 2 năm 2021)